# Linden (Westerwald)
Linden település Németországban, Rajna-vidék-Pfalz tartományban. Lakosainak száma 145 fő (2023. december 31.).

## Népesség
A település népességének változása:
| Lakosok száma | 145  | 150  | 157  | 148  | 140  | 146  | 145  |
|               | 1975 | 2014 | 2017 | 2019 | 2021 | 2022 | 2023 |